# فرضية التل الجليدي

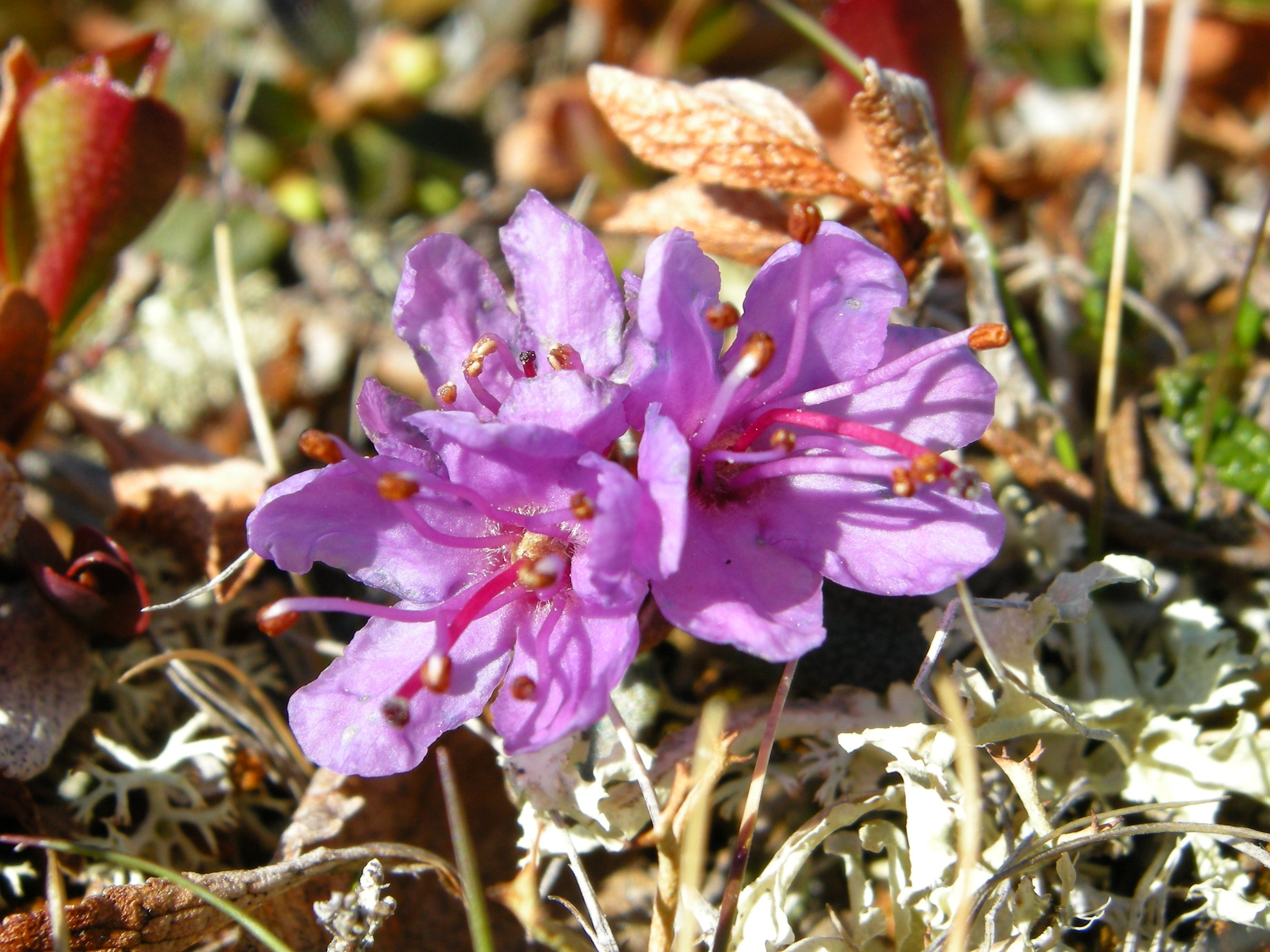

في مجال الجغرافيا الحيوية، خاصةً الجغرافيا النباتية، تشير فرضية التل الجليدي، التي تدور حول أصل أي كائن حي في المناطق الجليدية السابقة، إلى فكرة أن بعض الأنواع أو العديد منها قد صارعت الظروف الحياتية الصعبة في حقبة الانعزال في الأراضي الخالية من الثلج مثل التلال الجليدية. وتتمثل الفرضية المناقضة لها في فرضية فرضية الصفيحة البيضاء التي تؤيد فكرة أن جميع الأنواع قد هاجرت إلى أرضٍ خاوية بعد انحسار الأراضي الجليدية.
وبحلول منتصف القرن العشرين، تم قبول فرضية التل الجليدي بشكلٍ كبير بين علماء الأحياء العاملين في المجموعات النباتية التي تنمو في جرينلاند وإسكندنافيا. ومع ذلك، وعلى الرغم من أن الجيولوجيا الحديثة تؤكد وجود أراضٍ خالية من الجليد في أكبر القمم الجليدية الأخيرة في جرينلاند وإسكندنافيا، فقد أظهرت التقنيات الجزيئية تفاضلاً جينيًا بينيًا محدودًا في العديد من أصانيف القطب الشمالي، الأمر الذي يشير بقوةٍ إلى قدرة الكائنات القطبية بشكل عام على الانتشار طويل المدى. .ومع ذلك، فلا يؤدي هذا الأمر إلى رفض نظرية الحياة الجليدية بصورةٍ مباشرة، إلا أنه يقلل من أهميتها كتفسيرٍ في هذا الشأن. وعلاوةً على ذلك، ففي كثيرٍ من الحالات، غمرت موجات الهجرة في مرحلة ما قبل العصور الجليدية الكائنات التي عاشت في الأراضي الخالية من الجليد.